# Carabinieri - Sotto copertura
Carabinieri - Sotto copertura è una miniserie televisiva italiana.

## Caratteristiche
Considerabile uno spin-off della serie televisiva Carabinieri, la miniserie è comunque perfettamente fruibile anche senza aver visto la serie originaria.

## Trama
Il brigadiere Paola Vitali (Manuela Arcuri) e il capitano Andrea Ferri (Ettore Bassi) dopo l'allontanamento da Città della Pieve, si ritroveranno infatti a indagare sullo stesso caso di droga a Tarquinia, dove Paola lavora e dove Andrea segue il pericoloso boss mafioso Armando Vichi.

## Cast
- Manuela Arcuri
- Ettore Bassi
- Sergio Albelli
- Massimiliano Varrese
- Mariano Rigillo
- Dario Bandiera
- Carolina Crescentini
- Sergio Friscia
- Massimo Giuliani
- Mauro Meconi
- Luigi Montini
- Luciano Scarpa
- Andrea Tidona
- Arnoldo Foà
- Jesus Emiliano Coltorti
- Vincenzo Alfieri
- Gerardo Amato
- Debora Bellini
- Maria Rosaria Carli
- Vittoria Cipriani
- Michele D'Anca
- Paolo Di Bugno
- Vincenzo Gambino
- Marco Giuliani
- Gianfilippo Grassi
- Marco Iannone
- Paola Lavini
- Mario Lucarelli
- Giorgio Mariuzzo
- Luciano Miele
- Federico Russo
- Simona Samarelli
- Vanessa Scarpa
- Robert Steiner
- Claudio Suriano
- Sarah Tancioni
- Federico Torre
- Manuela Ungaro
- Serra Yilmaz